# Who Made Who
Who Made Who — альбом гурту AC/DC, що вийшов як саундтрек до фільму Maximum Overdrive 1986 року.

## Список композицій
1. «Who Made Who»ⓘ — 3:26
2. «You Shook Me All Night Long» — 3:30
3. «D.T.» (A. Young, M. Young  — 2:53
4. «Sink the Pink» — 4:13
5. «Ride On» (A. Young, M. Young, Scott) — 5:51
6. «Hells Bells» — 5:12
7. «Shake Your Foundations» — 4:10 (CD) 3:53 (vinyl)
8. «Chase the Ace» (A. Young, M. Young) — 3:01
9. «For Those About to Rock (We Salute You)» — 5:53

3-й і 8-й треки — інструментальні композиції

## Учасники запису
- Браян Джонсон — вокал
- Бон Скотт — вокал на «Ride On»
- Анґус Янґ — електрогітара
- Малколм Янґ — ритм-гітара, бек-вокал
- Вільямс Кліфф  — бас-гітара, бек-вокал
- Марк Еванс — бас-гітара (5)
- Саймон Райт — барабани
- Філ Радд — барабани (2, 5, 6, 9)

## Хіт-паради
| Хіт-парад (1986–2008)                                | Найвища позиція |
| ---------------------------------------------------- | --------------- |
| Австралія Australian Albums (ARIA)                   | 30              |
| Австрія Austrian Albums (Ö3 Austria)                 | 28              |
| Нідерланди Dutch Albums (MegaCharts)                 | 47              |
| Німеччина German Albums (Offizielle Top 100)         | 24              |
| Нова Зеландія New Zealand Albums (Recorded Music NZ) | 24              |
| Швеція Swedish Albums (Sverigetopplistan)            | 21              |
| Швейцарія Swiss Albums (Schweizer Hitparade)         | 21              |
| Велика Британія UK Albums (OCC)                      | 16              |
| США Billboard 200                                    | 33              |

| Хіт-парад (1986)  | Позиція |
| ----------------- | ------- |
| США Billboard 200 | 100     |